# 12인의 성난 사람들 (1957년 영화)

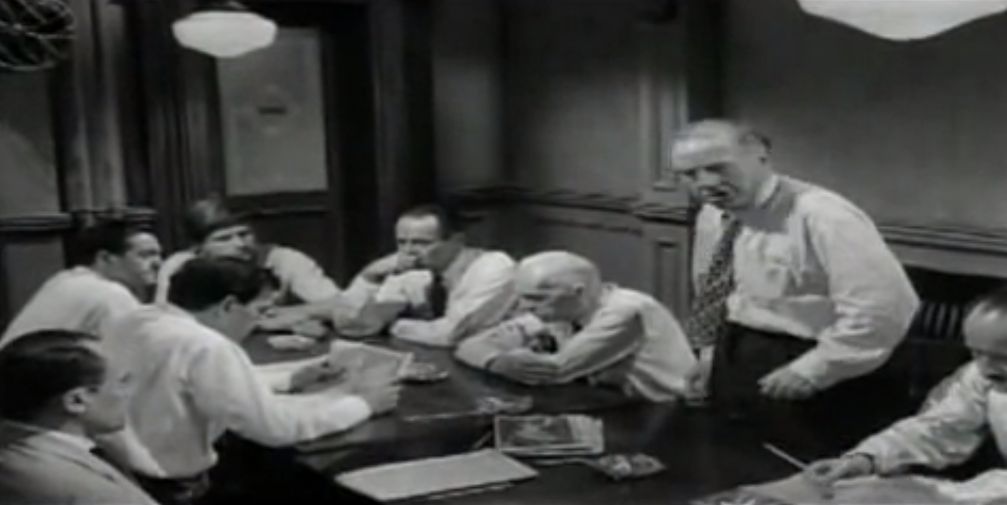
영화의 한 장면

《12인의 성난 사람들(12 Angry Men)》은 1957년 배심원 제도를 다룬 법정 영화이다. 살인 혐의를 쓴 한 소년에 대한 재판에서 11명의 배심원이 그의 유죄를 인정하는데 단 한 명이 반론을 제기, 토론을 하여 무죄로 풀려나는 이야기이다.
레지날드 로우즈의 텔레비전 드라마를 영화화한 것으로, 텔레비전 연출가 시드니 루메트가 영화에 진출하여 처음으로 만든 작품인데, 장면은 배심원실에 한정시키고 폰다를 중심으로 하는 12명의 남자들의 언동을 매우 치밀하게 포착했다. 더위에 쫓겨서 빨리 평결을 끝마쳤으면 좋겠다는 해이해진 공기가 한 무죄 주장자의 출현으로 갑자기 긴박해졌으며 또한 폰다의 범죄분석이 흥미를 불러 일으키며, 드디어 역전할 때까지 창밖에 내리는 소나기 등의 효과를 곁들인 연출은 선명하다. 이 영화는 할리우드 영화계에 새로운 바람을 불어 넣었다.

## 줄거리
어느 여름의 무더운 날, 재판소의 한 방에서 12명의 배심원이 자기 아버지를 칼로 살해한 혐의의 소년을 평결(評決)하려고 할 때, 11대 1로 단 한 사람(폰다)이 무죄를 주장한다. 빨리 끝내고 집으로 돌아가고 싶은 사람들은 안달이 나지만 그 사나이의 냉정(冷靜)한 설명을 들어보니 유죄라고 단정할 수는 없게 되어서 논란이 물끓듯 했으며, 평결을 번복할 때마다 무죄편으로 투표하는 사람이 늘어나 드디어 최후까지 유죄를 주장한 사나이(리이 J.코브)도 무죄에 동의한다.

## 제작
극작가 레지널드 로즈(Reginald Rose)는 1954년, 미국의 CBS 텔레비전 단막극 시리즈《스튜디오 원(Studio One)》을 통해 방영된 60분짜리 단막극《12인의 성난 사람들》의 각본을 썼고, 그해 다시 이를 토대로 동명의 희곡을 발표했다. 3년 뒤, 1957년에 그는 이 희곡을 바탕으로 영화를 제작하였다. 그가 직접 영화 각본을 썼고, 배우 헨리 폰다와 함께 공동 제작을 맡았으며, 신인 감독 시드니 루멧이 연출을 맡아 완성이 되었다.

## 캐스팅
| 배심원번호 | 배우          | 직업                   | 무죄 순서 | 비고 |
| ---------- | ------------- | ---------------------- | --------- | --- |
| 1          | 마틴 발삼     | 고등학교 미식축구 코치 | 9번째     | 사회자. 6:6으로 갈릴 때 유죄를 들었으며 중립적임.                                                          |
| 2          | 존 피들러     | 회사원                 | 5번째     | 6:6으로 갈릴 때 무죄를 주장함. 42초를 잴 때 시계를 가져다 주었음. 소심함                                   |
| 3          | 리 J. 콥      | 통신회사 사장          | 12번째    | 마지막으로 무죄를 주장함. 아들이 20살 때 가출하였음                                                        |
| 4          | E. G. 마샬    | 주식중매인             | 11번째    | 6:6으로 갈릴 때 유죄를 주장함. 보수적임                                                                    |
| 5          | 잭 클러그먼   | 언급되지 않음          | 3번째     | 빈민가에서 자람. 3번째로 무죄를 주장함. 볼티모어 오리올스 팬                                               |
| 6          | 에드워드 빈스 | 노동자                 | 6번째     | 6:6으로 갈릴 때 무죄를 주장함. 웃어른에 대한 예의가 바름                                                   |
| 7          | 잭 워든       | 세일즈맨               | 7번째     | 6:6으로 갈릴 때 유죄를 주장함. 무죄로 바꾼 이유는 논쟁하기 싫어서임. 야구 외에는 관심이 없으며 양키스 팬임 |
| 8          | 헨리 폰다     | 건축가                 | 1번째     | 실질적인 주인공. 맨 처음으로 무죄를 주장함. 마지막에 이름이 데이비스라고 언급함.                           |
| 9          | 조셉 스웨니   | 은퇴                   | 2번째     | 가장 나이가 많음. 11:1일 때 무죄를 주장함. 8번에 대한 가장 큰 지지자. 마지막에 이름이 맥카들이라고 언급함. |
| 10         | 에드 베글리   | 차고 소유자            | 10번째    | 6:6으로 갈릴 때 유죄를 주장함. 편견에 사로잡혔음.                                                          |
| 11         | 조지 보스코벡 | 유럽식 시계공          | 4번째     | 6:6으로 갈릴 때 무죄를 주장함. 토론에 적극적이며 민주주의 지지자.                                          |
| 12         | 로버트 웨버   | 광고계에서 일함        | 8번째     | 6:6으로 갈릴 때 유죄를 주장함. 토론에 별 관심이 없음.                                                      |

## 수상 내역
- 1957년 독일 베를린 국제 영화제 - 황금 곰상 & OCIC 상

## 한국 방영
- 한국에서는 1975년 9월 7일 밤10시에 KBS명화극장으로 방송되었다.

## KBS 방영판 성우진 (1975년)
- 최응찬 - 건축가 (헨리 폰다)
- 이치우 - 통신회사 사장 (리 J. 콥)
- 기타배역 : 김순철 外

## 같이 보기
- 역대 최고의 영화 목록
- 시드니 루멧